# Al-Chusus
Al-Chusus (arab. الخصوص) – miasto w Egipcie, w muhafazie Al-Kaljubijja. W 2006 roku liczyło 291 242 mieszkańców.